# Drumline (Tontechnik)
Als Drumline (englisch für „Trommellinie“) bezeichnet man in der Tontechnik die Tonspur, auf der das Schlagzeug (Hi-Hat, Snare, Bassdrum, Tom etc.) aufgenommen wird. Die Drumline bildet gemeinsam mit der Bassline (Aufnahmespur für Bass-Instrumente) die Rhythmussektion einer Musikaufnahme. Allerdings kann in der heutigen Zeit kaum noch von „der“ Drumline gesprochen werden, weil das Schlagzeug in der Regel über mehrere Mikrofone auf verschiedene Tonspuren aufgenommen wird. Dieses hat den großen Vorteil, dass ein Bestandteil des Schlagzeugs (z. B. Snare oder Hi-Hat) später getrennt mit einem Audioeffekt versehen und das Lautstärkeverhältnis der einzelnen Schlagzeugbestandteile zueinander nachträglich verändert werden kann. 